# Classe Ersatz Zenta
A Classe Ersatz Zenta foi uma classe de cruzadores rápidos projetados para a Marinha Austro-Húngara que teria sido construída a partir de 1914. Os trabalhos de projeto para uma nova classe de cruzadores começaram no início da década de 1910, fazendo parte de um programa de expansão naval aprovado em resposta às tensões internacionais cada vez maiores na Europa. As embarcações tinham a intenção de substituir os antigos e obsoletos cruzadores protegidos da Classe Zenta, com diferentes projetos sendo considerados até que um foi escolhido em abril de 1914. Esse projeto tinha uma ênfase muito maior em armamentos e velocidade máxima que os cruzadores austro-húngaros anteriores.
Os cruzadores da Classe Ersatz Zenta, segundo o projeto aprovado, seriam armados com catorze canhões de 120 milímetros instalados em montagens únicas. Teriam um comprimento de fora a fora de 153 metros, boca de treze metros, calado de seis metros e um deslocamento carregado de mais de cinco mil toneladas e meia. Seus sistemas de propulsão seriam compostos por dezesseis caldeiras mistas de óleo combustível e carvão que alimentariam dois conjuntos de turbinas a vapor, que por sua vez girariam duas hélices até uma velocidade máxima de trinta nós (55 quilômetros por hora). Os navios também teriam um pequeno cinturão de blindagem de vinte milímetros de espessura.
A construção do primeiro navio estava programada para começar em julho de 1914, com a previsão de que todos os três cruzadores estivessem em serviço até 1919. Entretanto, o assassinato do arquiduque Francisco Fernando, o herdeiro do trono austro-húngaro, em junho fez a marinha suspender todos os contratos de construção naval indefinidamente. Trabalhos numa versão revisada do projeto começaram em dezembro de 1915, que incluíram um armamento revisado e mais poderoso e uma blindagem maior, a partir de experiências de guerra adquiridas no conflito até então. Porém, a escassez de materiais e falta de trabalhadores qualificados nos estaleiros impediu que as obras começassem.

## Antecedentes
Os cruzadores da Classe Ersatz Zenta foram concebidos e tinham a intenção de serem construídos durante uma época que a Áustria-Hungria estava em uma corrida armamentista naval contra a Itália, que era, pelo menos nominalmente, sua aliada. A Marinha Real Italiana era considerada a potência naval mais poderosa da região do Mar Adriático, com a qual a Marinha Austro-Húngara frequentemente se comparava desfavoravelmente. Os austro-húngaros tinham nove cruzadores de diferentes tipos em serviço em 1909, enquanto os italianos tinham catorze. Essa disparidade entre as duas marinhas ficava ainda maior levando em conta as tonelagens. Os cruzadores da Itália tinham uma tonelagem total de 74 474 toneladas, já os cruzadores da Áustria-Hungria acumulavam apenas 35 719 toneladas. Isto dava à Marinha Real Italiana uma vantagem de mais de dois para um. Essa disparidade entre cruzadores cresceu ainda mais até 1914, com os italianos possuindo vinte cruzadores a mais que a Áustria-Hungria e uma vantagem na tonelagem de 136 053 toneladas contra 43 990 toneladas.
| Poderio naval da Itália e Áustria-Hungria em maio de 1914 | Poderio naval da Itália e Áustria-Hungria em maio de 1914 | Poderio naval da Itália e Áustria-Hungria em maio de 1914 | Poderio naval da Itália e Áustria-Hungria em maio de 1914 | Poderio naval da Itália e Áustria-Hungria em maio de 1914 | Poderio naval da Itália e Áustria-Hungria em maio de 1914 |
| --------------------------------------------------------- | --------------------------------------------------------- | --------------------------------------------------------- | --------------------------------------------------------- | --------------------------------------------------------- | --------------------------------------------------------- |
| Tipo                                                      | Itália                                                    | Itália                                                    | Áustria-Hungria                                           | Áustria-Hungria                                           | Razão de tonelagem                                        |
| Tipo                                                      | Número                                                    | Tonelagem                                                 | Número                                                    | Tonelagem                                                 | Razão de tonelagem                                        |
| Dreadnoughts                                              | 3                                                         | 67 676 t                                                  | 3                                                         | 60 042 t                                                  | 1,1:1                                                     |
| Pré-dreadnoughts                                          | 8                                                         | 98 564 t                                                  | 12                                                        | 114 840 t                                                 | 0,9:1                                                     |
| Cruzadores blindados                                      | 11                                                        | 86 602 t                                                  | 3                                                         | 18 800 t                                                  | 4,6:1                                                     |
| Cruzadores torpedeiros                                    | 6                                                         | 5 030 t                                                   | 2                                                         | 3 020 t                                                   | 1,6:1                                                     |
| Cruzadores protegidos                                     | 10                                                        | 31 374 t                                                  | 5                                                         | 15 050 t                                                  | 2,1:1                                                     |
| Cruzadores de reconhecimento                              | 5                                                         | 13 047 t                                                  | 2                                                         | 7 080 t                                                   | 1,8:1                                                     |
| Contratorpedeiros                                         | 31                                                        | 121 514 t                                                 | 18                                                        | 10 860 t                                                  | 11,1:1                                                    |
| Torpedeiros de alto-mar                                   | 29                                                        | 6 221 t                                                   | 25                                                        | 4 000 t                                                   | 1,6:1                                                     |
| Torpedeiros costeiros                                     | 41                                                        | 5 009 t                                                   | 29                                                        | 2 920 t                                                   | 1,7:1                                                     |
| Submarinos                                                | 20                                                        | 4 427 t                                                   | 6                                                         | 1 412 t                                                   | 3,1:1                                                     |
| Total                                                     | 173                                                       | 330 464 t                                                 | 105                                                       | 238 064 t                                                 | 1,4:1                                                     |

## Propostas
A Crise Bósnia de 1908, a Guerra Ítalo-Turca de 1911–12 e as Guerras dos Bálcãs de 1912–13 aumentaram significativamente as tensões na Europa, que viu o desmembramento de grandes porções do Império Otomano. Estes conflitos proporcionaram o pano de fundo para um grande programa de expansão naval da Marinha Austro-Húngara, que recebeu amplo apoio tanto no Conselho Imperial austríaco quanto na Dieta húngara. O vice-almirante Anton Haus, o comandante da marinha, uso o risco cada vez maior de uma guerra contra a Itália para defender seu programa. Haus apresentou em 5 de outubro de 1913 um programa de construção de cinco anos que pedia por quatro superdreadnoughts para substituir os antigos navios de defesa de costa da Classe Monarch, além de três cruzadores de reconhecimento, seis contratorpedeiros, dois monitores fluviais e um navio de suprimentos. Os cruzadores de reconhecimento deste plano acabariam se tornando o projeto da Classe Ersatz Zenta. Haus estimou que esse programa custaria mais de 420 milhões de coroas. A Marinha Austro-Húngara adotou um cronograma secreto de construção em 12 de janeiro de 1914 que requeria que o batimento de quilha de um dos cruzadores de reconhecimento ocorresse em julho de 1914, seguido por outros dois em julho do ano seguinte. Esperava-se que a primeira embarcação fosse finalizada em dezembro de 1916, com as outras duas em dezembro de 1917. Projetava-se que até 1919 os três cruzadores estivessem finalizados e comissionados.
A Classe Ersatz Zenta tinha a intenção de desempenhar um papel diverso na política naval austro-húngara. Projetava-se que dois dos navios fossem designados para a esquadra ativa junto com os couraçados da Classe Ersatz Monarch e da Classe Tegetthoff, o cruzador blindado SMS Sankt Georg, o cruzador de reconhecimento SMS Admiral Spaun, os cruzadores protegidos da Classe Kaiser Franz Joseph I, dois dos cruzadores protegidos da Classe Zenta, os contratorpedeiros da Classe Tátra, barcos torpedeiros, um navio depósito e seis caça-minas. O terceiro cruzador seria parte da esquadra de reserva, que teria os couraçados pré-dreadnoughts da Classe Radetzky e da Classe Erzherzog Karl, os cruzadores de reconhecimento da Classe Novara, seis contratorpedeiros da Classe Huszár e doze barcos torpedeiros da Classe Kaiman. Cada embarcação da classe foi designada para substituir os navios da Classe Zenta: o "Cruzador K" substituiria o SMS Zenta, o "Cruzador L" o SMS Aspern e o "Cruzador M" o SMS Szigetvár.
Trabalhos preliminares de projeto no que se tornaria a Classe Ersatz Zenta começaram em meados de maio de 1913, antes do início dos debates orçamentários nos parlamentos austríaco e húngaro. O Comitê Técnico Naval emitiu uma série de exigências para o novo cruzador: deslocamento entre 4,5 e 4,8 mil toneladas, velocidade de 29,5 a trinta nós (54,6 a 55,6 quilômetros por hora), propulsão de turbinas a vapor e autonomia de ação de 1,2 mil milhas náuticas (2,2 mil quilômetros) a uma velocidade de 24 nós (44 quilômetros por hora). O navio não teria proteção de blindagem e o arranjo dos armamentos seria de doze canhões calibre 45 de 120 milímetros e dois canhões antiaéreos de 90 milímetros em montagens individuais, ou catorze canhões de 120 milímetros e quatro tubos de torpedo de 450 milímetros em montagens individuais e duplas.
O arquiduque Francisco Fernando, o herdeiro presuntivo do trono austro-húngaro, pediu durante o processo de projeto que um dos cruzadores da Classe Ersatz Zenta fosse construído como um "cruzador iate". Os projetistas consideraram duas opções para acomodar o pedido. A primeira era colocar uma cabine no convés da popa no lugar de algumas das armas; em caso de guerra, essa cabine poderia ser removida facilmente e as armas instaladas. A segunda opção seria tal que a embarcação não poderia ser convertida prontamente para serviço de combate e seria usada apenas em funções auxiliares durante um conflito. Independente do caso, a velocidade máxima para o chamado "cruzador iate" seria de apenas 24 nós (44 quilômetros por hora), sem proteção de blindagem e se pareceria o máximo possível com os outros navios da classe.
Uma competição para projetos começou em 12 de setembro de 1913, pedindo ofertas de diferentes estaleiros. O projetista do projeto escolhido receberia um prêmio de 2 450 coroas, enquanto o segundo receberia 1 750 coroas. Franz Pitzinger, o construtor chefe da Marinha Austro-Húngara, estava na época ocupado com o projeto da Classe Ersatz Monarch, o que permitiu a oportunidade para uma empresa particular projetar a nova classe de cruzadores. As duas principais propostas vieram dos engenheiros navais Silvius Morin do Comitê Técnico Naval e Johann Fiala do Arsenal Naval de Pola, este último tendo supervisionado a construção do Admiral Spaun. Fiala enviou duas variantes, Ia e Ib, além de uma terceira para o "cruzador iate" que foi considerada separadamente da competição. Ele também apresentou um projeto Ic, idêntico a suas outras duas propostas, mas incorporando um cinturão de blindagem de aço cimentado Krupp de 60 milímetros de espessura. Pitzinger conseguiu apresentar um projeto no fim do prazo.

### Projetos
| Projeto   | Deslocamento | Armamento                              | Propulsão                                                                       | Comprimento | Boca   | Calado |
| --------- | ------------ | -------------------------------------- | ------------------------------------------------------------------------------- | ----------- | ------ | ------ |
| Morin     | 5 770 t      | 14 × 120 mm cal. 50                    | 2 turbinas AEG-Curtis 41 000 cv (30 200 kW) 30,2 nós (55,9 km/h) 2 hélices      | 151,2 m     | 13,8 m | 4,82 m |
| Fiala Ia  | 5 711 t      | 14 × 120 mm cal. 45                    | 3 turbinas Melms-Pfenniger 42 000 cv (30 900 kW) 30,5 nós (56,5 km/h) 3 hélices | 151,2 m     | 13,7 m | 4,97 m |
| Fiala Ib  | 5 611 t      | 14 × 120 mm cal. 45                    | 2 turbinas AEG-Curtis 38 000 cv (27 900 kW) 30,1 nós (55,7 km/h) 2 hélices      | 151,2 m     | 13,7 m | 4,97 m |
| Pitzinger | 4 500 t      | 6 × 150 mm cal. 50 2 × 90 mm 2 × 47 mm | 2 turbinas 36 000 cv (26 500 kW) 30 nós (55 km/h) 2 hélices                     | 150 m       | 14 m   | 4,6 m  |

### Aprovação
O projeto Ib de Fiala foi escolhido em 14 de abril de 1914, porém a Marinha Austro-Húngara pediu por várias alterações. Estas incluíam o alongamento do castelo da proa em dezesseis armações a fim de aumentar o espaço para as acomodações da tripulação e a adição de um cinturão de blindagem de vinte milímetros de espessura, que começaria dois metros acima da linha d'água e terminaria 1,2 metros abaixo. Estas mudanças aumentaram o deslocamento em 154,3 toneladas. Um arranjo com quatro hélices também foi proposto como possibilidade. As mudanças pedidas pela marinha evidenciaram a evolução dos projetos de cruzadores austro-húngaros para longe dos cruzadores de reconhecimento sem blindagem, o Admiral Spaun e a Classe Novara, em direção dos mais modernos cruzadores rápidos adequados para operações de frota.
O financiamento para os cruzadores foi aprovado em 18 de abril, parte do programa de construção de Haus para 1915–1919. Estava previsto para entrar em vigor em julho. Todo o projeto, que também incluía quatro couraçados e seis contratorpedeiros, tinha um custo entre 426,8 e 427,8 milhões de coroas. Os estaleiros da Stabilimento Tecnico Triestino, Ganz-Danubius, Cantiere Navale Triestino e San Rocco AG foram informados em 16 de maio para apresentarem licitações para a construção das embarcações, com o prazo final de 5 de julho. Ao mesmo tempo, Fiala emitiu um pedido para a Stabilimento Tecnico Triestino, Ganz-Danubius e Breitfeld & Danek por um sistema de propulsão com quarenta mil cavalos-vapor (29,4 mil quilowatts). A marinha alocou o dinheiro da construção dos três cruzadores em 28 de maio. O contrato das obras foi firmado com a Ganz-Danubius em 2 de agosto, dias após o início da Primeira Guerra Mundial. O arranjo de duas hélices com turbinas AEG-Curtis, licenciadas pelas Ganz-Danubius, foi escolhido.
A marinha tratou do projeto do "cruzador iate" separadamente da competição pelo cruzador rápido; um projeto apresentado por Morin foi descartado porque ele se centrava demais no aspecto iate da embarcação, negligenciando suas qualidade militares. A proposta de Fiala, designada IIb, foi a escolhida como a base do "cruzador iate", pois possuía um armamento mais pesado e velocidade maior do que a proposta de Morin. Nenhum projeto final tinha sido aprovado antes de Francisco Fernando ser assassinado em 28 de junho de 1914; com a morte do homem que tinha pedido o desenvolvimento de um "cruzador iate", não havia mais motivo para a marinha levar adiante essa ideia.

## Características
Os cruzadores teriam 151,2 metros de comprimento da linha de flutuação, 153,1 metros de comprimento de fora a fora e boca de 13,7 metros. O deslocamento projetado seria de 4 950 toneladas, enquanto o deslocamento carregado chegaria a 5 611 toneladas; seu calado seria de até 6,4 metros em deslocamento carregado.
O sistema de propulsão dos navios seria de duas turbinas a vapor AEG-Curtis, cada um com uma potência indicada de vinte mil cavalos-vapor (14,7 mil quilowatts), alcançando os exigidos quarenta mil cavalos-vapor. O vapor viria de dezesseis caldeiras Yarrow, oito das quais queimariam carvão, enquanto as restantes queimariam óleo combustível. A velocidade máxima seria de 30,1 nós (55,7 quilômetros por hora). Não se sabe qual seria seu armazenamento de combustível e, consequentemente, sua autonomia.
O armamento teria catorze canhões calibre 45 de 120 milímetros, um canhão calibre 44 de 47 milímetros e um canhão de desembarque calibre 18 de 66 milímetros. O canhão de 120 milímetros tinha alcançado apenas o estágio de protótipo na época do início da Primeira Guerra Mundial, assim não existem dados sobre sua performance. Uma versão calibre 50 também foi preparada para possível uso, mas também nunca foi finalizada. As embarcações também levariam dois tubos de torpedo de 533 milímetros, que seriam instalados em lançadores no convés à meia-nau. O cinturão de blindagem teria vinte milímetros de espessura, mais um convés blindado de 38 milímetros.

## Navios
| Nome         | Construtor           | Previsão de batimento | Previsão de lançamento | Construção até lançamento | Destino                                   |
| ------------ | -------------------- | --------------------- | ---------------------- | ------------------------- | ----------------------------------------- |
| "Cruzador K" | Ganz-Danubius, Fiume | julho de 1914         | dezembro de 1916       | 30 meses                  | Construções suspensas; cancelados em 1918 |
| "Cruzador L" | Ganz-Danubius, Fiume | julho de 1915         | dezembo de 1917        | 30 meses                  | Construções suspensas; cancelados em 1918 |
| "Cruzador M" | Ganz-Danubius, Fiume | julho de 1915         | dezembo de 1917        | 30 meses                  | Construções suspensas; cancelados em 1918 |

## Cancelamento
Os navios da classe foram designados no orçamento como "Cruzador K", "Cruzador L" e "Cruzador M", custando cada um 15,45 milhões de coroas e tendo um tempo de construção estimado de trinta meses. Entretanto, com o assassinato de Francisco Fernando, a construção do primeiro cruzador foi suspensa apenas dias antes dela estar programada para começar. A construção das embarcações nunca começou devido ao início da Primeira Guerra Mundial em 28 de julho de 1914. A Marinha Austro-Húngara se recusou a usar parte das apropriações de guerra aprovadas como parte do orçamento do programa de construção para financiar a construção de novos navios, preferindo esperar pelo fim daquilo que acreditava-se que seria uma guerra curta, então usando o dinheiro adicional para construir embarcações melhores. Presumiu-se que nenhum novo projeto poderia ser finalizado antes do fim da guerra e qualquer experiência adquirida no conflito necessariamente precisaria ser incorporada em projetos futuros.
O governo austro-húngaro suspendeu em agosto todos os contratos que tinham sido firmados como parte do programa de expansão naval de Haus, incluindo a Classe Ersatz Zenta. O ministro das finanças húngaro tentou cancelar todos os projetos em outubro. A Marinha Austro-Húngara não estava disposta a começar a trabalhar em novos navios até o fim da guerra, mas Haus foi contra o cancelamento dos projetos e um acordo foi feito em fevereiro de 1915 em que a construções seriam congeladas até depois da guerra, mas os projetos seriam suspensos, não formalmente cancelados. Uma miniatura do projeto foi levada no final do ano para o parque Tiergarten, em Berlim na Alemanha, onde o Real Instituto de Pesquisa para Engenharia Hidráulica e Construção Naval prussiano tinha instalações de teste, algo que a Marinha Austro-Húngara carecia.
Fiala continuou a refinar o projeto. Em 14 de maio de 1915, nove dias antes da Itália declarar guerra contra a Áustria-Hungria, ele foi chamado para o Comitê Técnico Naval. Fiala continuou a trabalhar nos cruzadores de forma independente até pelo menos 14 de dezembro. Ele recebeu ordens no dia 25 para preparar um projeto revisado com um armamento de dois canhões calibre 45 de 190 milímetros em uma torre de artilharia dupla, seis a oito canhões calibre 50 de 149 milímetros em montagens individuais e dois a quatro canhões antiaéreos calibre 45 de 90 milímetros; os tubos de torpedo de 533 milímetros seriam mantidos. A velocidade deveria ficar entre 29 e trinta nós e com uma autonomia de cruzeiro suficiente para operações no Mar Mediterrâneo. Os novos cruzadores também incorporariam um cinturão de blindagem de 120 a 150 milímetros de espessura.
O novo projeto era apenas um estudo, já que a maioria dos trabalhadores dos estaleiros tinham sido convocados para servir no Exército Austro-Húngaro, além de que escassez de materiais impediria que qualquer trabalho fosse realizado. A falta de trabalhadores foi uma consequência da decisão da Marinha Austro-Húngara de paralisar novos construções; como os estaleiros não precisavam mais de grandes forças de trabalho, esses homens poderiam ser usados pelo exército. O projeto revisado mesmo assim representou lições aprendidas durante o primeiro ano da guerra, incluindo o fato de que os canhões de 120 milímetros usados nos cruzadores austro-húngaros anteriores era muito ineficiente, exemplificado pela perda do cruzador rápido alemão SMS Emden para o cruzador rápido australiano HMAS Sydney, este armado com canhões de 152 milímetros.